# ようこそ!微笑寮へ
『ようこそ!微笑寮へ』（ようこそ!ほほえみりょうへ）は、あゆみゆい作画・遠藤察男原作による日本の漫画作品。『なかよし』（講談社）にて1994年3月号から1996年2月号まで連載された。全24話。単行本は同社の講談社コミックスなかよしより全5巻が刊行。1995年にはドラマCDが発売。2015年にはなかよし60周年記念で復刻された。

## あらすじ
全寮制の微笑学園中等部へ入学した麻琴は、名前が同じ読みの少年・誠と出会い、興味を抱く。
だが、彼女が寄宿することとなった微笑寮には恋愛禁止というおきてがある。
それでも麻琴は誠への想いをあきらめきれず、二人の距離は少しずつ縮まっていった。

## 登場人物
キャストはドラマCD版
間島 麻琴
声： 丹下桜
本作の主人公で、103号室に住んでいる。誠に思いを寄せている。
橘 誠
声：山口勝平
113号室に住む男子生徒で、サッカー部に所属している。
鈴ヶ丘 美笛
声：松下美由紀
麻琴のルームメイト。名前は「みてき」と読む。自らの美少女ぶりに絶対の自信を持っている。
藤井 さより
声：冬馬由美
麻琴のルームメイト。
大井 太
声： 難波圭一
誠のルームメイトで、大企業の社長の御曹司。少々助平なところがある。
金山 一郎太
声：檜山修之
誠のルームメイト。
伊集院 悟
微笑学園に転入してきた少年。麻琴の幼馴染。麻琴と誠の関係を解消させるべく行動し、最終的にはサッカー部を乗っ取って麻琴と誠の2ショット写真を公開するという手段をとった。
亀山鶴子
微笑寮の舎監。

## 書誌情報
- 遠藤察男（原作）・あゆみゆい（作画）『ようこそ!微笑寮へ』 講談社〈講談社コミックスなかよし〉、全5巻
  1. 1994年9月6日第1刷発行、ISBN 4-06-178787-X
  2. 1995年3月6日第1刷発行、ISBN 4-06-178799-3
  3. 1995年7月6日第1刷発行、ISBN 4-06-178810-8
  4. 1996年1月8日第1刷発行、ISBN 4-06-178822-1
  5. 1996年5月2日第1刷発行、ISBN 4-06-178831-0

  - 1巻には読み切り作品「ラストシーンのあなたは…」が併録されている。
- 遠藤察男（原作）・あゆみゆい（作画）『ようこそ!微笑寮へ なかよし60周年記念版』 講談社〈KCデラックス〉、全5巻
  1. 2015年8月6日第1刷発行、ISBN 978-4-06-377254-8
  2. 2015年8月6日第1刷発行、ISBN 978-4-06-377255-5
  3. 2015年8月6日第1刷発行、ISBN 978-4-06-377256-2
  4. 2015年9月5日第1刷発行、ISBN 978-4-06-377270-8
  5. 2015年9月5日第1刷発行、ISBN 978-4-06-377271-5

## ドラマCD
1995年9月21日、テイチクより発売された。 

### トラックリスト
1. 恋のバースデイ
2. ポケットに地図〜ダイスを捜そう!
3. 「いっしょに帰ろ?」
4. 空につづく階段
5. ドラマ「麻琴のハッピー・バースデイ」
6. 夢?あこがれ?でも!いつかきっと
7. 羊数えてみるけれど

## エピソード
- 最初からパロディとして生まれ明確な元ネタが存在しないとされる「遅刻する食パン少女」に、最も条件の近いオープニングを持つ作品であると田幸和歌子に指摘されている[2]。